# Spiken
Spiken är ett fiskeläge  i Lidköpings kommun i Västergötland i Otterstads socken belägen längst ut på Kållandsö. SCB har för bebyggelsen i samhället och dess grannort i söder Torp avgränsat och namnsatt småorten Spiken och Torp.
Fram till 1980 präglades Spiken av gamla sjöbodar men i början av 80-talet byggdes hamnen ut med fler moderna byggnader för att möta moderna behov.
På sommaren är Spiken ett populärt turistmål dit många söker sig för att köpa rökt fisk, insjöfisk eller andra förädlade produkter. Förutom fisk kan du bland annat köpa närproducerade produkter som t.ex. kläder, keramik och konst. Idag har spiken utvecklats till att bli en av Europas största insjöhamnar.

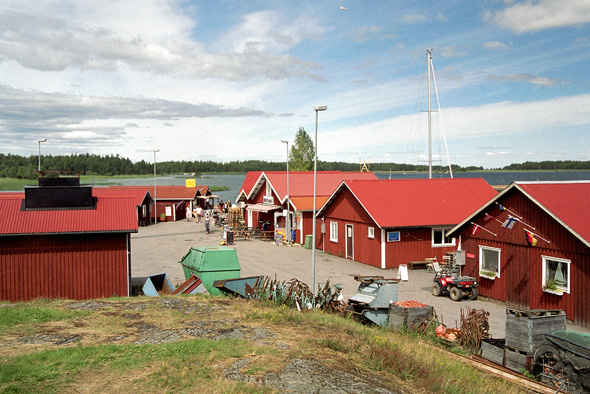
Spikens fiskeläge

På Spiken ligger Restaurang Sjöboden som är en restaurang som specialiserat sig på fiskrätter. Den omnämns bland annat i White Guide.